# Tarenna kivuensis
Tarenna kivuensis är en måreväxtart som beskrevs av J. Degreef. Tarenna kivuensis ingår i släktet Tarenna och familjen måreväxter. Inga underarter finns listade i Catalogue of Life.